# Rallarsving
Rallarsving är ett om klumpigt och obehärskat boxningsliknande slag som utförs genom att svinga hela armen i en cirkel för att sedan träffa motståndaren med knytnäven i ansiktet.
Det uppkom troligen från likheten med den svingande rörelse som de järnvägsbyggande "rallarna" utförde med sina släggor då de lade rälsen. Rallare byggde järnväg och flyttade med bygget allteftersom rälsen förlängdes. Att rallarna drog fram mellan samhällen på landsbygden kunde skapa konflikter med bofasta och det är kanske därför inte underligt att uttrycken rallarslagsmål och rallarsving existerar, där det första är ett uttryck för vilt slagsmål utan regler.